# Тверецький Олександр Федорович
Олекса́ндр Фе́дорович Твере́цький (рос. Александр Фёдорович Тверецкий; нар. 4 (17) листопада 1904 — пом. 31 грудня 1992) — радянський воєначальник, генерал-майор артилерії (1943). Командир першого в СРСР ракетного з'єднання.

## Життєпис
Народився 17 листопада 1904 року в селі Мусіно, нині Волоколамський район Московської області РФ, в селянській родині. Росіянин. 1926 року закінчив 3 курси будівельного технікуму.
До лав РСЧА призваний Сокольниківським РВК міста Москва у 1926 році. 1930 року закінчив Ленінградське артилерійське училище, 1938 року закінчив Військову артилерійську академію імені Ф. Е. Дзержинського, 1941 року — ад'юнктуру на кафедрі артилерійського і ракетного озброєння.
Член ВКП(б) з 1939 року, в роки війни виключений з лав ВКП(б). Вдруге прийнятий ло лав КПРС у 1950 році.
Учасник німецько-радянської війни з 10 вересня 1941 року. Воював наПівнічно-Західному, Волховському, Сталінградському, Брянському, 4-у та 3-у Українських фронтах. Під час оборони Москви командував 2-м батальйоном зведеного полку Академії.
З березня 1942 року підполковник О. Ф. Тверецький — начальник 3-ї армійської оперативної групи гвардійських мінометних частин. Згодом обіймав посади командира 2-ї гвардійської мінометної дивізії, заступника командувача фронтом по гвардійським мінометним частинам.
20 січня 1943 року присвоєне військове звання «генерал-майор артилерії».
Закінчив війну на посаді командира 29-ї гвардійської мінометної бригади ГМЧ ЧА 19-ї артилерійської дивізії прориву РГК.
Після війни продовжив військову службу. З 12 червня 1946 по 7 серпня 1948 року — командир 22-ї бригади особливого призначення РВГК. Згодом — начальник Чебаркульського об'єднанного навчального артилерійського полігону, начальник 1-го управління Державного центрального полігону («Капустин Яр»), заступник начальника, а з 31 серпня 1954 по 1 грудня 1956 року — начальник Ростовського вищого артилерійського інженерного училища.
З грудня 1956 й до виходу на пенсію в 1960 році — старший викладач Військової академії Генерального штабу ЗС СРСР.
Мешкав у Москві, де й помер 31 грудня 1992 року. Похований на Даниловському цвинтарі.

## Нагороди
Був нагороджений орденом Леніна (1956), чотирма орденами Червоного Прапора (10.12.1942, 18.04.1945, 30.04.1947, 1951), орденами Суворова 2-го ступеня (11.05.1944), Кутузова 2-го ступеня (1943), Богдана Хмельницького 2-го ступеня (14.02.1944), двома орденами Вітчизняної війни 1-го ступеня (07.09.1943, 11.03.1985), орденом Червоної Зірки (14.02.1943), медалями.